# Home d'Orce
L'humà d'Orce o fòssil VM-0 és un fòssil ossi trobat el 1982 en el jaciment de Venta Micena, pedania del municipi andalús d'Orce, a la província de Granada, per l'equip del paleoantropòleg Josep Gibert i Clols. Diversos investigadors van proposar que el fòssil era d'origen animal en lloc d'humà, creant una gran controvèrsia. Els defensors d'aquesta teoria es basaven en la presència d'una cresta en el fòssil per afirmar que es tractava de restes d'un èquid i no d'un ésser humà, com el professor Gibert defensava. El Louvre de París va ser una de les institucions que més va atacar la veracitat de la resta fòssil. No obstant això, la troballa d'un crani d'època romana amb una cresta semblant a la de l'ésser humà d'Orce, a més dels estudis químics que demostren la presència d'elements exclusivament humans, avalen la naturalesa humana del fòssil. Els estudis mostren que l'antiguitat pròxima del fòssil és d'1,3 milions d'anys, aproximadament.
A la zona, s'han trobat peces manipulades per humans amb 1,8 milions d'anys d'antiguitat.